# Kapitularz diedenhofeński

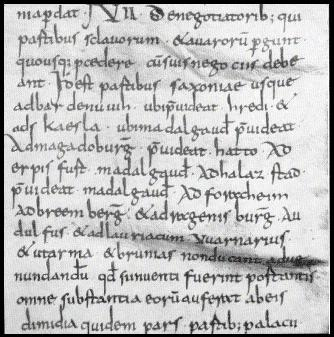
Rękopis kapitularza diedenhofeńskiego.

 Kapitularz diedenhofeński – średniowieczny podwójny kapitularz króla Karola Wielkiego, który został wydany 24 grudnia 805 roku w Diedenhofen (obecnie Thionville we Francji).

## Treść
W drugim kapitularzu  zostały wymienione po raz pierwszy między innymi miasta Magdeburg oraz Forchheim. Jego treść dotyczy zakazu sprzedaży broni Słowianom przez Franków. Kapitularz Diedenhofeński nie zachował się w oryginale lecz jedynie w średniowiecznych odpisach.